# Paolo Piva

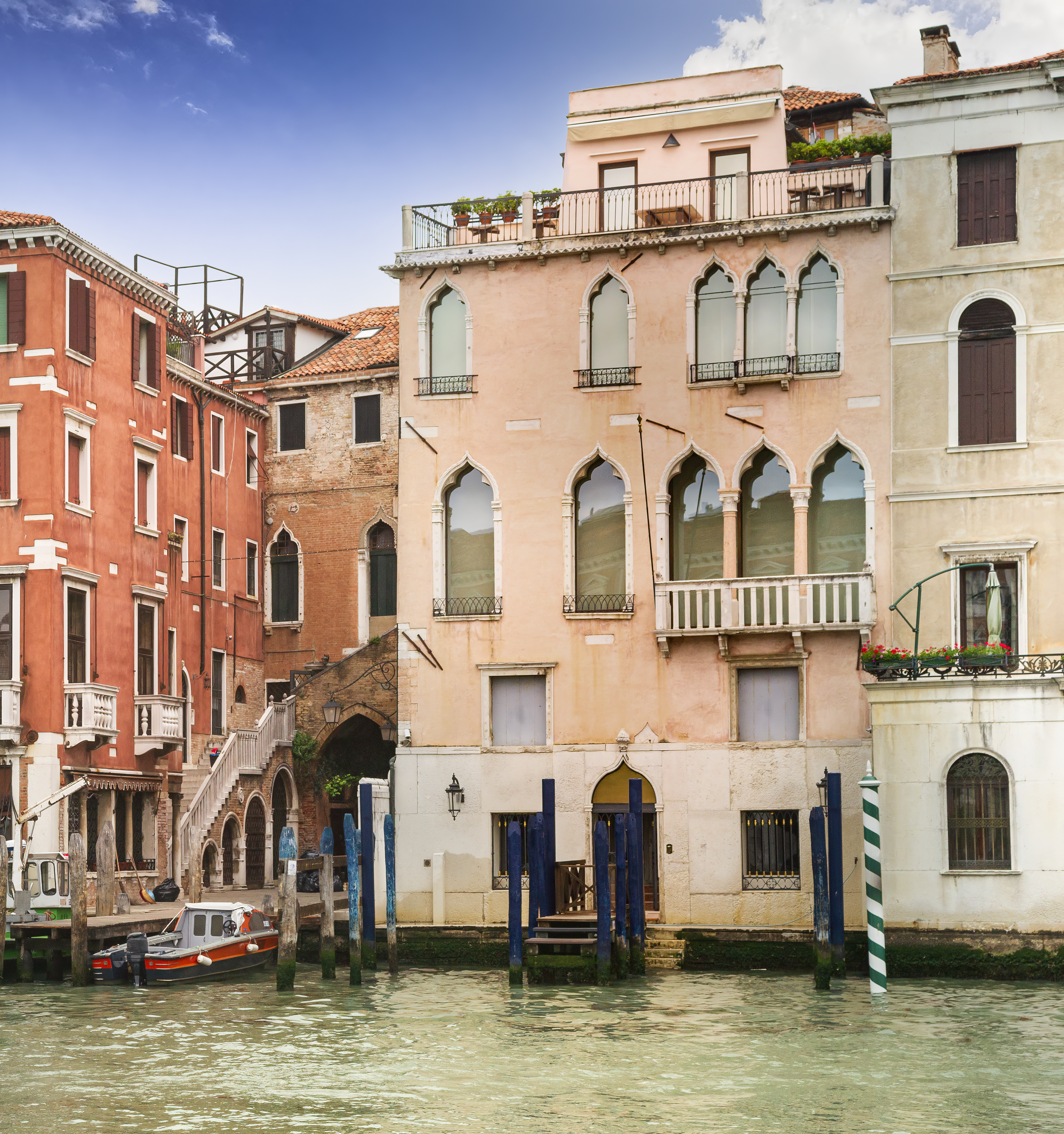
Sanierung Palazzo Remer (Venedig)

Paolo Piva (* 13. März 1950 in Adria; † 7. Juli 2017 in Wien) war ein österreichisch-italienischer Architekt, Designer und Künstler.

## Leben
Piva studierte von 1968 bis 1973 Architektur in Venedig, insbesondere bei Carlo Scarpa und Carlo Aymonino. 1973 schloss er sein Studium mit dem Doktorat und der Staatsprüfung ab. Seinem Interesse für die Architektur und Baukultur im sozialistischen Wien folgte 1975 in Zusammenarbeit mit dem Institut für Geschichte und Architektur Venedig und der Akademie für Angewandte Kunst in Wien die Ausstellung Vienna rossa (Rotes Wien).
Neben einigen Projekten und Werken als Architekt entwarf er insbesondere Sitzmöbel, Schränke und Küchen. Seit den 1970ern hat Piva mit mehreren Herstellern zusammengearbeitet, unter anderem mit B&B Italia, Burelli Cucine, Dada, de Sede, Fama, Giovannetti, Lumenform, Mobel Italia, Poliform, Team 7, Thonet und B&B Italia, dem italienischen Küchenproduzent Varenna sowie den österreichischen Wittmann Möbelwerkstätten.
Seit 1988 war Piva Professor für Industriedesign an der Universität für Angewandte Kunst in Wien. Piva lebte und arbeitete in Wien, in Biella (Piemont) und in Venedig.

## Arbeiten
- Wettbewerb für die Wiener Internationale Gartenschau "WIG 74"
- Kuwaitische Botschaft in Katar (1980)
- Corporate-Designs für eine italienische Warenhauskette (1981)
- Renovierung des Palazzo Remer in Venedig (1986)
- Ideenwettbewerb der denkmalgeschützten Fiat-Fabrik Lingotto in Turin
- Sanierung Erster Stock und die historischen Loos-Salons von Kniže & Comp. im Looshauses in Wien (1992/93)
- Bühnenbild für die Operette Die schöne Helena im Opernhaus Zürich (1994)
- Fachmittelschule und Polytechnische Schule Wien 20 (1998)
- Sanierung Souterrain des Looshauses in Wien (2002)

## Schriften
- I secoli di Polirone. Committenza e produzione artistica di un monastero benedettino, Senza editore 1981 (it)
- Paolo Piva. Design und Architektur, Residenz 1997, ISBN 978-3701707003 (en)
- Architektur & Design, Residenz 1999, ISBN 978-3701711376 (en)
- ID 1 - Industrial Design, Jung und Jung 2011, ISBN 978-3902497956 (de)
- Houses & Homes, Jung und Jung 2013, ISBN 978-3990270370 (en)